# 7550 Woolum
7550 Woolum eller 1981 EV8 är en asteroid i huvudbältet som upptäcktes den 1 mars 1981 av den amerikanska astronomen Schelte J. Bus vid Siding Spring-observatoriet. Den är uppkallad efter amerikanskan Dorothy S. Woolum.
Asteroiden har en diameter på ungefär 3 kilometer.